# Georges Baraton
Georges Baraton, né le 12 avril 1904 à Saulzais-le-Potier et mort le 11 novembre 1962 à Clichy la Garenne, est un athlète français, spécialiste des épreuves de demi-fond.

## Biographie
Georges Léon Baraton est le fils de Pierre Baraton, employé aux Chemins de Fer, et de Marie Léonie Bernaudeau, couturière.
Il participe aux Jeux olympiques d'été de 1924.
Il est sacré champion de France du 800 mètres en 1926.
Il participe de nouveau aux Jeux olympiques de 1928.
Courtier en publicité en 1928, il épouse à Colombes, Marie Simone Paulette Billot, sténo-dactylographe.
Il est mort à l'âge de 58 ans.

## Record de France
- 800 mètres: 1 min 55 s 0 (10 septembre 1925)
- 800 mètres: 1 min 54 s 2 (20 juin 1926, tombé en septembre 1926)